# Phyllanthus acuminatus
La grosella de Jamaica, jobillo o barbasco (Phyllanthus acuminatus) es un arbusto de la familia Phyllanthaceae, que crece en  Centroamérica, las Antillas y Sudamérica en los bosques hasta los 1.800 m de altitud.

## Descripción
Son arbustos o árboles pequeños que alcanzan un tamaño de 2–8 m de alto, hojas en ramitas compuestas, caducas, de 20–50 cm de largo. Hojas ovadas o elípticas, 2–5 cm de largo y 1–2.5 cm de ancho, abruptamente cuspidado-acuminadas en el ápice, obtusas en la base, escábridas en la haz, nervios principales ligeramente prominentes en el envés; estípulas 1–1.5 mm de largo. Címulas bisexuales en los últimos ejes de las ramitas; flores estaminadas con pedicelos 3–5 mm de largo, sépalos 6, oblongos, 0.9–1.2 mm de largo, disco de 3 segmentos, reniformes, estambres 3, filamentos connados, anteras con dehiscencia horizontal; flores pistiladas con pedicelos 5–12 mm de largo, sépalos 6, biseriados, los internos ovados, 1.5–1.7 mm de largo, disco masivo, 3-lobado, ovario liso, estilos libres, ca 0.5 mm de largo. El fruto es una cápsula de 4.5–5 mm de diámetro, nervada; semillas 2.5–2.8 mm de largo, lisas, inconspicuamente foveoladas.

## Usos
La planta contiene un glucósido antineoplásico que puede usarse en el tratamiento de melanomas. Además, el compuesto activo filantostatina, encontrado en la raíz, ha servido en experimentos de para inhibir el desarrollo de leucemia en ratones de laboratorio.
Las hojas son usadas por la población nativa del Chocó y la Amazonia para "barbasquear" o atontar los peces durante la pesca, lo cual es posible debido a la presencia de triterpenos y glicósidos cianogenéticos.

## Taxonomía
Phyllanthus acuminatus fue descrita por  Martin Vahl y publicado en Symbolae Botanicae, . . . 2: 95. 1791.
Sinonimia
- Diasperus acuminatus (Vahl) Kuntze, Revis. Gen. Pl. 2: 598 (1891).
- Phyllanthus lycioides Kunth in F.W.H.von Humboldt, A.J.A.Bonpland & C.S.Kunth, Nov. Gen. Sp. 2: 112 (1817).
- Phyllanthus mucronatus Kunth in F.W.H.von Humboldt, A.J.A.Bonpland & C.S.Kunth, Nov. Gen. Sp. 2: 112 (1817).
- Phyllanthus ruscoides Kunth in F.W.H.von Humboldt, A.J.A.Bonpland & C.S.Kunth, Nov. Gen. Sp. 2: 113 (1817).
- Phyllanthus averrhoifolius Steud., Nomencl. Bot., ed. 2, 2: 326 (1841).
- Phyllanthus cumanensis Willd. ex Steud., Nomencl. Bot., ed. 2, 2: 327 (1841).
- Phyllanthus foetidus Pav. ex Baill., Recueil Observ. Bot. 1: 34 (1860), pro syn.
- Phyllanthus sessei Briq., Annuaire Conserv. Jard. Bot. Genève 4: 224 (1900).[7][8]